# Embrithosaurus
Embrithosaurus is een geslacht van uitgestorven pareiasauriërs uit het Perm van Zuid-Afrika.

## Beschrijving
Embrithosaurus was drie meter lang en zeshonderd kilogram in gewicht. De schedel is relatief diep en smal. Het lichaam is licht gepantserd met dunne, gladde dermale schubben.

## Soorten
- Embrithosaurus schwarzi Watson, 1914; de typesoort, door Watson benoemd in 1914 op basis van holotype SAM-PK- 8034, een schedel. De geslachtsnaam betekent 'gewichtig reptiel' in het Grieks. Dit is de meest geavanceerde soort binnen dit geslacht benoemd, zoals blijkt uit de tanden, die negen knobbels hebben, in drie groepen van drie. In cladistische analyses wordt het gebruikt als de monotypische soort voor het geslacht.
- Embrithosaurus alexanderi (Haughton en Boonstra, 1929) Kuhn 1961. De soort werd in 1929 benoemd als Nochelesaurus alexandri. Deze soort is identiek aan Dolichopareia angusta, gebaseerd op specimen SAM 6238 en Brachypareia watsoni gebaseerd op specimen SAM 6240. Zoals de naam al aangeeft, is de schedel lang en smal. Dit lijkt te wijzen op een andere levensstijl of ander dieet dan andere pareiasauriërs. Tegenwoordig wordt Nochelosaurus meestal weer als geldig beschouwd.
- Embrithosaurus strubeni (Broom, 1924) Kuhn 1961; de schedel is groot en diep, puntig naar voren en verhoogd in het jugale gebied. Deze soort werd oorspronkelijk door Haughton en Boonstra in Nochelosaurus geplaatst. Boonstra bracht het later (1969) over in het geslacht Bradysaurus, op basis van de primitieve tandstructuur. Kuhn vond echter dat het onder Embrithosaurus valt. Het is niet duidelijk wat de status van Embrithosaurus strubeni is, dit kan een verdere overgangssoort zijn). In cladistische analyses is deze soort fylogenetisch intermediair tussen Bradysaurus seeleyi en Embrithosaurus schwarzi.